# 麥哲倫縣

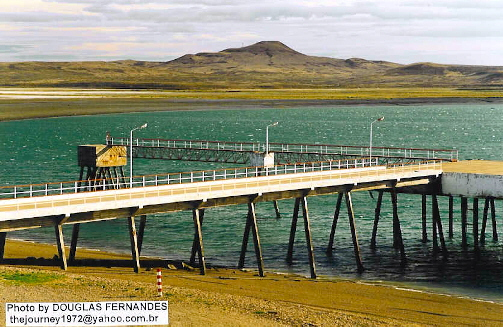

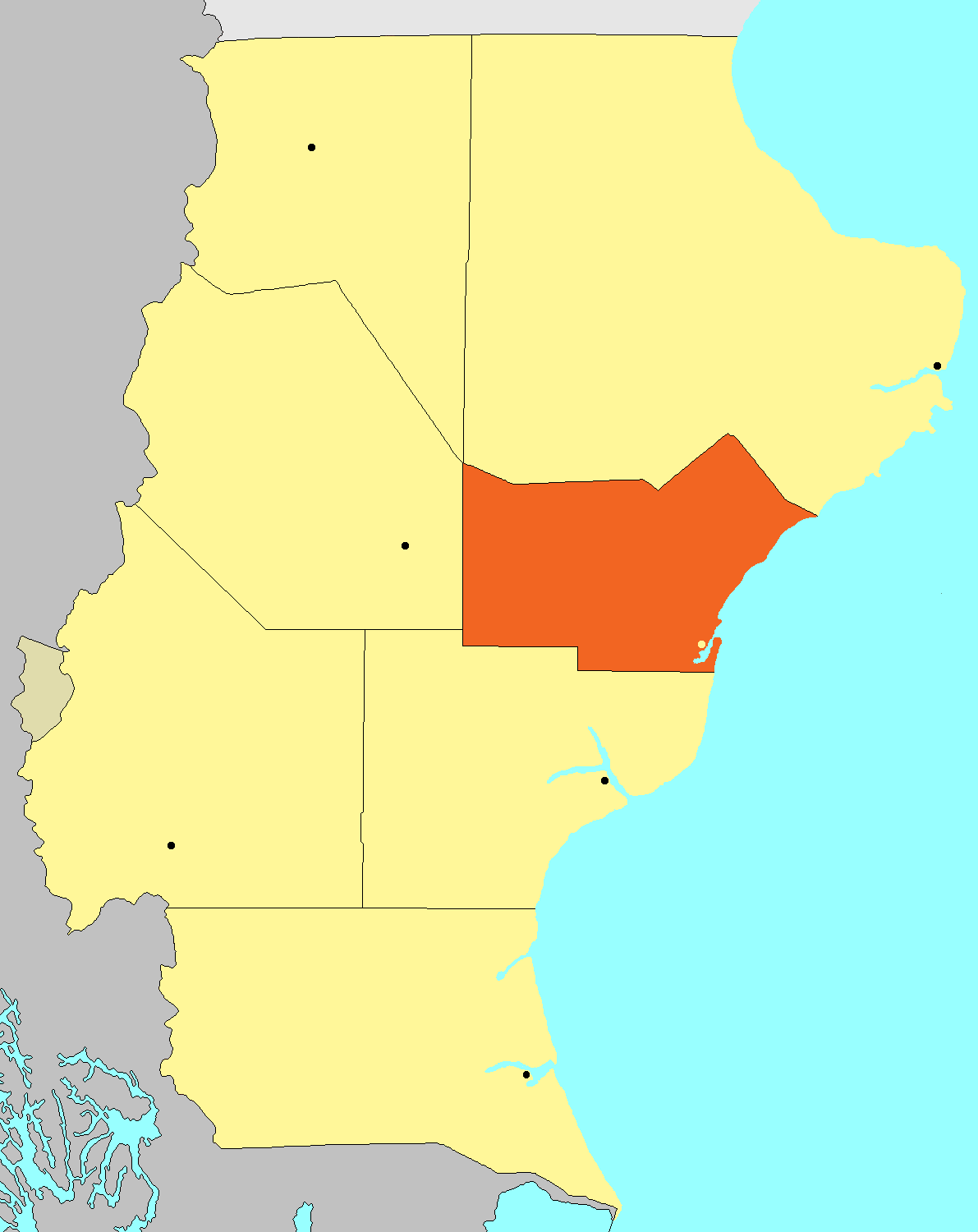

49°18′16″S 67°43′47″W / 49.30444°S 67.72972°W
麥哲倫縣（西班牙語：Departamento Magallanes），是阿根廷的縣份，位於該國南部聖克魯斯省，首府設於聖胡利安港，面積19,805平方公里，2010年人口9,202，人口密度每平方公里0.46人。